# مركز أبحاث مايكروسوفت آسيا
مركز أبحاث مايكروسوفت آسيا هو أحد مراكز مايكروسوفت البحثية الأساسية في منطقة آسيا والمحيط الهادئ  حيث تأسس في بكين الصينية بكين في الخامس من نوفمبر من عام 1998، ويقوم المختبر بإجراء بحوث عن واجهات المستخدم وووسائط الجيل القادم وحوسبة البيانات الكثيفة والبحث والاعلانات  على شبكة الإنترنت وعلوم الحاسوب الأساسية. ولديها نحو 250 موظف من الباحثين والمهندسين وعمل فيها مايقارب 2500 متدرب ومنحت أكثر من 230 منحة دراسية  ونشرت أكثر من 1500 ورقة بحث على أكبر المجلات  العلمية والمؤتمرات الدولية وحققت العديد من الإنجازات التكنولوجية.